# Rostki (powiat piski)
Rostki (niem. Rostken) – wieś mazurska w Polsce położona w województwie warmińsko-mazurskim, w powiecie piskim, w gminie Pisz, 2 km od trasy Orzysz – Ełk. W latach 1975–1998 miejscowość położona była w województwie suwalskim.

## Historia
Wieś powstała w ramach kolonizacji Wielkiej Puszczy. Wcześniej był to obszar Galindii. Wieś ziemiańska, dobra służebne w posiadaniu drobnego rycerstwa (tak zwani wolni, ziemianie w języku staropolskim), z obowiązkiem służby rycerskiej (zbrojnej). W XVI w. wieś wymieniana pod nazwą Bartosze (Bartuschen) i należała do parafii w Piszu. Później miejscowość należała do parafii w Klusach. 
Wieś lokowana w 1483 r., gdy Jerzy Raimmg von Ramung wystawił przywilej dla niejakiego Grzegorza, nadając mu 12 łanów na prawie magdeburskm z obowiązkiem jednej służby, oraz 10 latami wolnizny. Wolni otrzymali możliwość samodzielnego polowania, jednakże musieli z upolowanych bobrów i kun dostarczać Krzyżakom skóry, za odpowiednia opłatą. W przywileju przyznano niższe sądownictwo w granicach swoich dóbr do 4 szelągów. Wolni zobowiązani byli do oddawania płużnego w wysokości 2 korców żyta i tyleż pszenicy, a zwolnieni z budowy i naprawy zamku oraz szarwarku za opłatą. Mogli otrzymać zezwolenie na zakładanie pasiek w ogrodach i w granicach dóbr oraz mogli zajmować się wolnym rybołówstwem za pomocą saków. powtórna lokacja nastąpiła już rok później, bowiem w 1484 r., wieś służebna Rostki, lokowana była przez komtura Erazma von Reitzensteina na 40 łanach na prawie magdeburskim, z obowiązkiem jednej służby zbrojnej, z 10. letnim okresem wolnizny. Możliwe, że drugi przywilej dotyczył także nowych, powiększonych łanów. Przywilej otrzymał niejaki Marcin za wierną służbę zakonowi krzyżackiemu. Nadane dobra leżały w dawnych granicach (z więc wieś istniała już wcześniej pod nazwą Bartosze, wywodzącą się od poprzedniego właściciela) między rzeczkami Czarna Struga oraz Wilkus. Nowy właściciel i nowa lokacja wskazuje, że pierwsza kolonizacja gruntów puszczańskich nie powiodła się z nieznanych przyczyn.
Rostki były wymienione w popisie wojskowym z 1519 r. W październiku 1656 r. siedemnastu mieszkańców, w tym 8 kobiet zostało uprowadzonych przez Tatarów. 
W dniu 16 lipca 1938 roku ówczesna niemiecka władza nazistowska Prus Wschodnich dokonała zmiany historycznej nazwy Rosiken na Krigstin. W tym czasie Rostki podlegały rewirowi w Grzegorzach.
Zobacz też: Rostki, Rostki Bajtkowskie, Rostki Skomackie, Rostki Wielkie, Rostki-Daćbogi, Rostki-Piotrowice